# 特克納金鱨
特克納金鱨，為輻鰭魚綱鯰形目脂鱨科的其中一種，為熱帶淡水魚，分布於非洲肯亞Turkana湖流域，體長可達9.3公分，棲息在底層水域，生活習性不明。

## 扩展阅读
維基物種上的相關：特克納金鱨